# A halál 1000 arca
A halál 1000 arca (Faces of Death) 1978-as horror-dokumentumfilm.

## Történet
Az emberiséget mindig érdekelt a halál titka és eredete. Így van ezzel Dr. Francis B. Gröss, aki különböző baleseteket, gyilkosságokat, öngyilkosságokat vagy a vágóhídon történő dolgokat vizsgálja. A film 105 percnyi dokumentálás a halálról, merényleteket, kivégzéseket és baleseteket mutat be tele sérülésekkel és egyéb felnőtteknek való borzalmakkal.

## Külső hivatkozások
- Faces of Death az Internet Movie Database oldalon (angolul)
- A halál 1000 arca a PORT.hu-n (magyarul)